# Односи Србије и Венецуеле
Односи Србије и Венецуеле су инострани односи Републике Србије и Боливарске Републике Венецуеле.

## Билатерални односи
Дипломатски односи са Венецуелом су успостављени 1951. године.
Амбасада Републике Србије у Каракасу је, након паузе, поново отворена 2022. године.
Венецуела је гласала против пријема Косова у УНЕСКО 2015.
МСП Ивица Дачић је учествовао на 17. конференцији Покрета несврстаних септембра 2016. у Венецуели.

### Економски односи
- У 2020. г. извоз у Венецуелу имао је вредност од 605 хиљада долара, док је увоз износио 68 хиљада УСД.
- У 2019. г. у Венецуелу је извезено робе у вредности од 60 хиљада УСД, док је увезено за 36 хиљада долара.
- У 2018. г. није забележен извоз, док је у Србију увезено робе вредне 68 хиљада америчких долара.[4][5]

## Дипломатски представници

#### У Београду
- Димас Алваренга Гера, амбасадор, 2019—
- Боанерхес С. Муњоз, амбасадор, 2003—
- Херман Урхелес, амбасадор
- Мартиниано Сиера, амбасадор
- Антонио Леал, амбасадор
- Абел Спинети, амбасадор
- Нелсон Ернандез, амбасадор
- Франкоис М. Валис, амбасадор
- Симон Алберто Консалви, амбасадор, 1962.

#### У Каракасу
- Катарина Андрић, амбасадор, 2023—[6][7]
- Славко Шуковић, амбасадор, 1998—
- Борис Рикаловски, амбасадор, 1990—
- Милан Вукос, амбасадор, 1986—1990.
- Анте Илић, амбасадор, 1982—1986.
- Марко Шуњић, амбасадор, 1979—1982.
- Павле Бојц, амбасадор, 1974—1979.
- Лазар Лилић, амбасадор, 1969—1974.
- Мирко Башић, амбасадор, 1965—1969.
- Лука Беламарић, амбасадор, 1962—1965.
- Лазар Удовички, посланик а затим и амбасадор, 1960—1962.